# Dock Ellis
Pour les articles homonymes, voir Ellis.
Dock Ellis, né Dock Phillip Ellis, Jr. le 11 mars 1945 à Los Angeles (Californie) aux États-Unis et décédé le 19 décembre 2008, est un joueur américain de baseball évoluant en Ligue majeure de baseball de 1968 à 1979. Vainqueur de la Série mondiale 1971 avec les Pirates de Pittsburgh, ce lanceur compte une sélection au match des étoiles (1971). Il lance un match sans point ni coup sûr en 1970.

## Carrière
Dock Ellis a entrepris sa carrière en 1968 avec les Pirates de Pittsburgh, avec qui il évolua durant 8 saisons. C'est avec cette équipe qu'il connut sa meilleure saison en 1971, avec 19 victoires et 9 défaites. Après avoir joué pour les Yankees de New York en 1976, il évolua pour trois équipes la saison suivante, les Yankees, les Athletics d'Oakland et les Rangers du Texas. Quelques semaines après le début de la saison 1979, il passe aux Mets de New York. Il terminera cette saison, et sa carrière, avec son équipe originale, les Pirates, avec qui il disputera ses trois dernières parties dans le baseball majeur. Sa fiche en 12 saisons est de 138-119, avec une moyenne de points mérités de 3,46.
Dock Ellis aurait pu devenir un lanceur étoile, comme le prouvent certains faits d'armes, mais il a aussi démontré un comportement erratique par moments, qu'il a attribué par la suite à sa consommation de drogues.

## Match sans point ni coup sûr
Le 12 juin 1970, il lança un match sans point ni coup sûr contre les Padres de San Diego. Les Pirates remportèrent le match 2-0. En 1984, Dock Ellis avouera avoir lancé la meilleure partie de sa carrière sous l'influence du LSD , et n'avoir que de très vagues souvenirs du match. Ellis n'avait appris que quelques heures avant le match qu'il serait le partant de son équipe, alors qu'il était intoxiqué.

## Incident contre les Reds
Le 1er mai 1974, Ellis décida d'atteindre tous les frappeurs des Reds de Cincinnati. En fin de première manche, Pete Rose, Joe Morgan et Dan Driessen (en) furent atteints tour à tour. Le frappeur suivant, Tony Pérez, évita les lancers d'Ellis et soutira un but-sur-balles. Après deux lancers dirigés à la tête de Johnny Bench, que ce dernier esquiva de justesse, le gérant des Pirates, Danny Murtaugh (en), décida de retirer son lanceur du match.
Dock Ellis dit n'avoir jamais pris part à un match des Ligues majeures sans avoir été sous l'influence de la drogue. Après sa carrière de joueur, il a œuvré de nombreuses années auprès des personnes aux prises avec des problèmes de toxicomanie.